# Меткув (гмина)
Меткув (пол. Mietków) — сельская гмина (волость) в Польше, входит как административная единица в Вроцлавский повет, Нижнесилезское воеводство. Население 3857 человек (на 2004 год).

## Демография
| Перепись                       | Всего   | Всего | Женщины | Женщины | Мужчины | Мужчины |
| ------------------------------ | ------- | ----- | ------- | ------- | ------- | ------- |
| Единицы                        | человек | %     | человек | %       | человек | %       |
| Население                      | 3857    | 100   | 1949    | 50,5    | 1908    | 49,5    |
| Плотность населения (чел./км²) | 46,3    | 46,3  | 23,4    | 23,4    | 22,9    | 22,9    |

## Сельские округа
1. Божигнев
2. Хвалув
3. Доманице
4. Дзикова
5. Манюв
6. Манюв-Малы
7. Манюв-Вельки
8. Меткув
9. Милин
10. Пилава
11. Прошковице
12. Стружа
13. Уюв
14. Вавженьчице

## Соседние гмины
1. Гмина Конты-Вроцлавске
2. Гмина Костомлоты
3. Гмина Марциновице
4. Гмина Собутка
5. Гмина Жарув